# سب علی بن ابی‌طالب
بر اساس روایات منابع اسلامی، دودمان امویان سنت توهین و لعن علی ابن ابیطالب را بنیان گذارد. بر این اساس در مساجد خطبا و روحانیون می‌بایست اقدام به توهین علی بر بالای منبر نمایند. این سنت برای حدود ۶۵ سال ادامه داشت. توهین به علی در دوران بنی امیه از سوی دستگاه حکومتی ترویج می‌گردید. آنگونه که از منابع اولیه همچون تاریخ طبری بدست میاید استفاده از عنوان ابوتراب با تحریف معنای آن برای توهین به علی صورت می‌گرفت.در حالیکه بنا به روایات این لقب توسط محمد به وی داده شده بود.
از جمله محمد بن عبید بن محاربی نقل کرده‌است که به سهل بن سعد (از صحابه محمد ) گفتند که: «حاکم مدینه کسی را فرستاد تا تو را مجاب کند که علی را ناسزا گویی»
وی پرسید: «مثلاً چه گویم؟»
گفت: «مثلاً بگویی که او ابوتراب است».
سهل بن سعد در پاسخ گفت که «بخدا این نام را پیغمبر خدا به او داد». وی در ادامه چگونگی انتساب را نقل کرد .
در دوران بنی امیه همچنین روایتی دیگری نیز در انتساب توهین‌آمیز این لقب به وی جعل گردید.